# USA:s stora sigill

Sigillets revers.

USA:s stora sigill (Great Seal of the United States på engelska) visar på åtsidan USA:s statsvapen inom en rundel. Det påstås ibland att USA inte har något statsvapen (på engelska: coat of arms) utan bara ett sigill, men sigillets innehåll är uppenbart ett heraldiskt vapen och fungerar också som statsvapen i andra sammanhang än som sigillets prydnad.
USA:s utrikesminister ansvarar för sigillet och för den apparat med vilket det fysiskt trycks på officiella dokument.

## Historik
Sigillet infördes 1782. Örnen, som är den i Nordamerika förekommande vithövdade havsörnen, håller pilar i sin vänstra klo och en olivkvist i den högra, detta symboliserar krig och fred. Örnen håller i näbben ett band med texten "E pluribus unum" ("Av flera [blev] ett"). Skölden kan på svenska blasoneras: i fält av silver sex röda stolpar med blå ginstam; på engelska används dock den oegentliga blasoneringen "paleways of 13 pieces" (tolv gånger kluvet), detta för att symbolisera de ursprungliga tretton kolonierna.

## Baksidan
Inseglets revers visar en ofärdig pyramid med Försynens öga, där toppen skulle ha varit. Texten där, "ANNUIT CŒPTIS", föreslogs av Charles Thomson 1782, varefter Thomsons förklaring, att pyramiden står för styrka och uthållighet, medan ögat och mottot hänvisar till de många sammanträffanden, varmed försynen möjliggjorde den amerikanska vägen. Denna utläggning låter texten översättas till: "Providence favors our undertakings" ("Försynen är med våra gärningar"). Den officiella översättningen lyder: "He [God] favors our undertakings" ("Han [Gud] är med våra gärningar").
Datumet på pyramiden är datumet för självständighetsförklaringen, och texten "NOVUS ORDO SECLORUM" hänvisar efter Thomson till början på en ny, amerikansk era, som började på denna dag. Den officiella översättningen lyder: "A new order of the ages".